# Tomorrow Comes Today (ep)
Tomorrow Comes Today is de eerste ep van Gorillaz, uitgebracht op 27 november 2000. De uitgave van Tomorrow Comes Today ging tegelijk met de lancering van de Gorillaz-website.
"Tomorrow Comes Today" en "Rock the House" werden later op het debuutalbum Gorillaz geplaatst. Ook "Latin Simone" was aanwezig, maar het verschil was dat op deze ep 2D de vocalist was.

## Nummers
1. "Tomorrow Comes Today" – 3:12
2. "Rock the House" – 4:09
3. "Latin Simone" – 3:36
4. "12D3" – 3:12
5. "Tomorrow Comes Today" (video)

Damon Albarn · Jamie Hewlett